# Ehrenfriedhof für Gefallene der Roten Armee (Bernau bei Berlin)

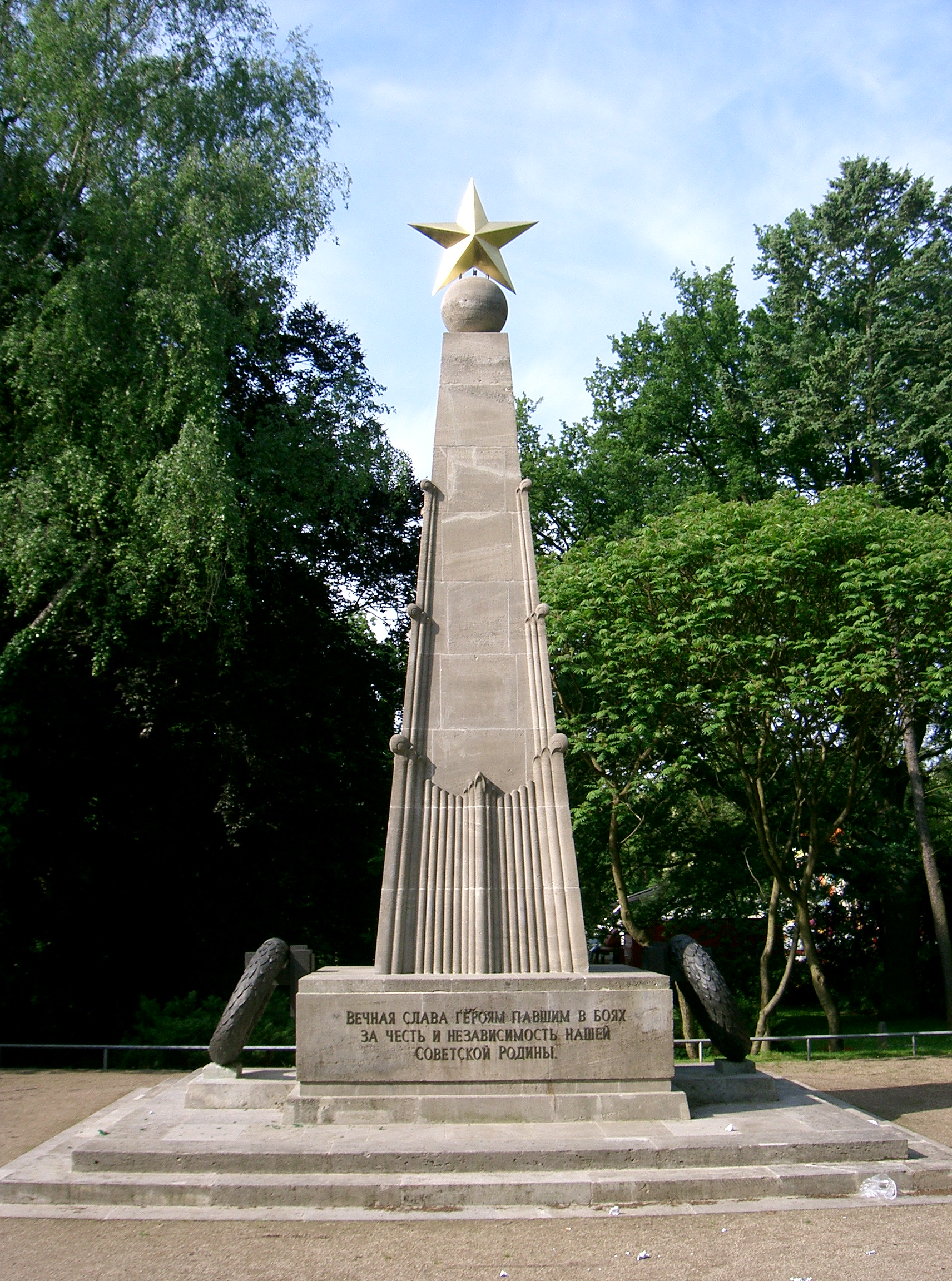
Obelisk

Der Ehrenfriedhof für Gefallene der Roten Armee in Bernau bei Berlin (Brandenburg) wurde 1947 in den Wallanlagen vor der nördlichen Stadtmauer gegenüber dem Kriegerdenkmal errichtet. Entworfen wurde die Anlage in den Kunstwerkstätten von Professor Lauermann.
Zentrum des Ehrenmals ist ein etwa sechs Meter hoher steinerner Obelisk. Dessen Abschluss bildet eine Kanonenkugel, darauf ein vergoldeter Sowjetstern. An den Sockel des Obelisken angelehnt sind zwei bronzene Ehrenkränze.
Dem Denkmal vorgesetzt sind zwei kleinere, etwa 1,70 Meter hohe Obelisken mit vergoldeten Kanonenkugeln an der Spitze. Flankiert wird die Anlage von zwei Gedenksteinen, in denen in goldenen Lettern die Namen der bei Bernau gefallenen Soldaten der Roten Armee eingraviert sind.